# Wessis in Weimar
Wessis in Weimar: Szenen aus einem besetzten Land ist ein Schauspiel des deutschen Schriftstellers Rolf Hochhuth, das am 10. Februar 1993 von Einar Schleef am Berliner Ensemble uraufgeführt wurde. Das Theaterstück besteht aus neun Szenen und einem Prolog, die lose durch dieselbe Thematik verknüpft sind. Es behandelt den „Ausverkauf“ der ehemaligen DDR durch die westdeutsche Wirtschaft im Zuge der deutschen Einheit und stellt eine rigorose Abrechnung mit der Treuhandanstalt dar, die das ehemalige Volkseigentum der DDR verwalten sollte.
Hochhuth verarbeitet ausgiebig authentische Dokumente und lässt in dem Schauspiel unter anderem Leitungspersonal der Treuhandanstalt, hohe Beamte aus den Ministerien sowie Führungskräfte aus den Chefetagen großer Firmen auftreten. Das Stück führte schon vor seiner Veröffentlichung zu heftigen Kontroversen. Besonders umstritten war die vermeintliche Rechtfertigung des Mords an dem ehemaligen Treuhand-Chef Detlev Rohwedder im Prolog des Stücks, die Hochhuth Rügen von Politikern eintrug.

## Stoff

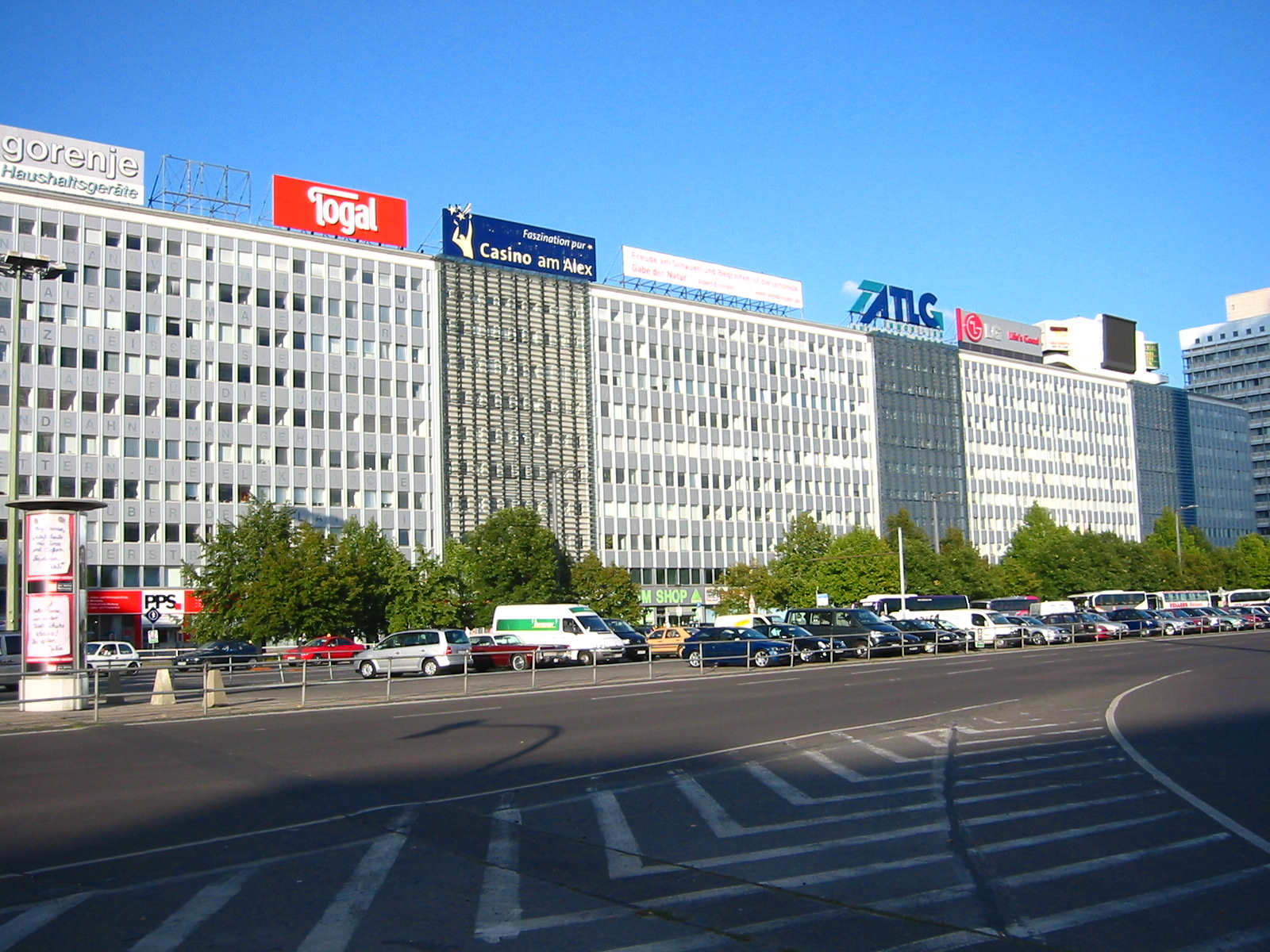
Haus der Elektroindustrie, zeitweiliger Sitz der Treuhandanstalt am Berliner Alexanderplatz

Das Stück Wessis in Weimar behandelt das Thema „Deutsche Wiedervereinigung“ über die dokumentarisierende Darstellung von Einzelschicksalen. Wie der Stücktitel andeutet, in dem Weimar als pars pro toto für die neuen Bundesländer steht, geht das Schauspiel unvorhergesehenen Folgen der deutschen Einheit für beide Teile Deutschlands nach und übt unverblümte Kritik am gesellschaftlichen Status quo im vereinigten Deutschland. Der Klappentext des Erstdrucks verdichtete diese Kritik zu den zwei Fragestellungen: „Hat die deutsche Vereinigung Ostdeutschland zu einer Kolonie der Wessis gemacht? Oder kann das marode Land nur unter großen Opfern – in Ost und West – neu aufgebaut werden?“
Das Stück behandelt diese Fragestellungen anhand eines breiten Spektrums von gesellschaftlichen Problemen, die nur wenige Jahre nach der deutschen Einheit manifest geworden waren, darunter insbesondere Eigentumsverhältnisse und die Arbeit der Treuhandanstalt in Berlin (Szenen 1, 2, 4, 5, 6, 9), die Abwicklung des ostdeutschen Staats sowie die zunehmende Arbeitslosigkeit in den neuen Bundesländern (Szenen 3 und 8).

## Handlung

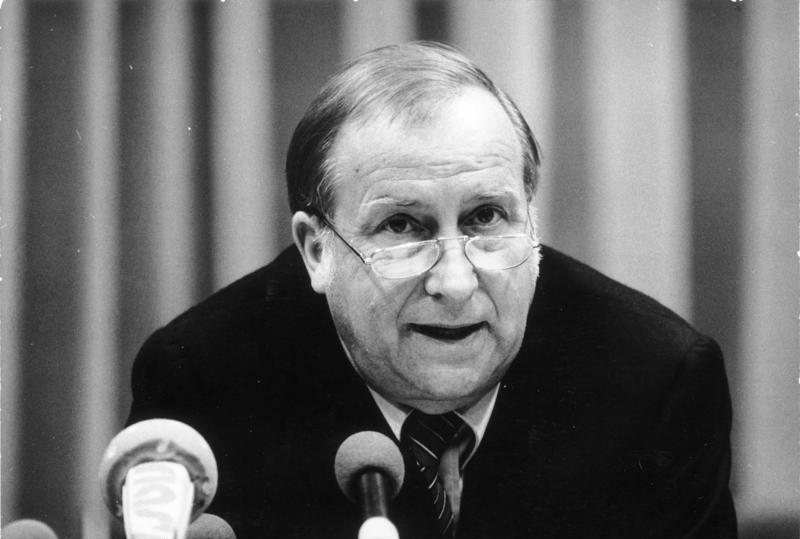
Detlev Rohwedder (1990)

Im „Prolog“ von Wessis in Weimar werden die letzten Stunden Detlev Rohwedders vor seiner Ermordung im April 1991 durch ein RAF-Kommando dargestellt. Eine Juristin hält dem Präsidenten der Treuhandanstalt vor, dass die Treuhandanstalt sich als eine Institution zur Ausplünderung der angegliederten Ostdeutschen erwiesen habe. Die Juristin vergleicht Rohwedder mit der mythischen Gestalt Hermann Gessler und prophezeit Rohwedder einen ähnlichen Tod wie diesem: 
[...] Überlegen Sie noch einmal:

Kein Ossi – geben Sie das zu, hat irgendein Rechtsmittel

gegen den Ausverkauf des dortigen Volksvermögens

an uns Landfremde, die wir allein deshalb

die Ossis arm kaufen können,

weil wir nicht [...] vierzig Jahre deklassiert,

wirtschaftlich vernichtet wurden.

Das ordnen Sie an, das vertreten Sie, das heißen Sie – gut.

Folglich: Sie werden daran sterben, daß Sie den Ossis

neunzig Prozent rauben!
Der Präsident fällt einem Attentat zum Opfer. Im weiteren Verlauf des Stücks werden die Konsequenzen der DDR-Subventionspolitik für eine Obstplantage in Brandenburg („Die Apfelbäume“), das Schicksal von Hochschullehrern der DDR, die sich dem ostdeutschen Regime ideologisch angedient hatten („Systemnah“), ein nach 1989 um sich greifendes Spekulantentum („Goethe-Hotel Weimar“, „Buchsendung zu ermäßigter Gebühr“) oder späte Folgen des Mauerbaus für jene Grundstückseigentümer, die am sogenannten Todesstreifen lebten („Zu ebener Erde und erster Stock oder: Die Launen des Glücks“), beleuchtet.
Weitere Bilder schildern am Schicksal von Kleinbürgern die nach der Wende einsetzende Massenarbeitslosigkeit. Ein Rundfunkjournalist zeichnet Sorgen und Nöte der 55-jährigen ehemaligen Mitarbeiterin einer Glühlampenfabrik nach, die auf dem Arbeitsmarkt ohne Chance ist („Abgewickelt“). Außerdem zeigt das Stück den Selbstmord eines Bauernehepaars, der durch den zwangsweisen Verkauf von dessen Anwesen ausgelöst wird („Philemon und Baucis“).
Regelmäßig führen die gesellschaftlichen Transformationsprozesse in den neuen Bundesländern zu Verzweiflung und Wut und schlagen in (Auto-)Aggression und offene Gewalt um: Neben dem Attentat an Rohwedder werden ein Briefbombenanschlag auf einen Bauunternehmer („Buchsendung zu ermäßigter Gebühr“), ein gemeinschaftlicher Suizid („Philemon und Baucis“) sowie die Einäscherung eines alten Schlosses durch einen Altbesitzer („Ossis: Diebe, Wessis: Hehler“) dargestellt.

## Aufbau und Form
Das Schauspiel ist in einen Prolog und neun Szenen gegliedert. Nach Szene 6 ist eine Pause vorgesehen. Aus dramentheoretischer Perspektive betrachtet ist Wessis in Weimar ein offenes Drama, da die drei Aristotelischen Einheiten, die Einheit von Zeit, Raum und Handlung, nicht eingehalten sind. Die Szenen stehen autonom und sind austauschbar. Sie können in der Aufführungspraxis ohne Weiteres umgestellt werden. Auch die Figuren selbst werden in Hochhuths Dramaturgie nicht mehr als autonom agierende Personen, sondern als austauschbar und „der harten Realität der Geldgesellschaft folgend ersetzbar, wenn nicht überflüssig“ dargestellt. 
Das Stück ist in freien Jamben verfasst. Nahezu konsequent bemüht sich der Dramatiker um eine authentische Sprache, wie mehrere Szenen mit dialektal geprägten Redebeiträgen verdeutlichen. Umfangreiche Paratexte (Didaskalien), die zwischen Regieanweisung, Materialsammlung, Selbstreferenz und Kommentar oszillieren, kommentieren und deuten die in den jeweiligen Szenen dargestellte Handlung und lenken die Rezeption des Textes. Hochhuth verarbeitet ausgiebig authentische Dokumente (vor allem Zeitungsartikel und literarische Zitate) und Ereignisse wie die Ermordung des Treuhand-Präsidenten Detlev Rohwedder im April 1991 durch ein RAF-Kommando („Prolog: Der Vollstrecker“). Die objektivierende Qualität dieser dokumentarischen Versatzstücke ist allerdings umstritten.
Ilse Nagelschmidt bestimmt Hochhuths ästhetische Konzeption als eine der „thesenhaften Verdichtung sowie der Verfremdung und Verallgemeinerung über das Spiel mit den Stereotypen, die bewusste Polarisierung [sowie] die satirische Überhöhung der ‚Sieger‘ und ‚Besiegten‘ [...].“ Als Beispiel für Hochhuths Verfahren führt sie die typisierende Kontrastierung von Ost- und Westdeutschen an: „Das Stück scheint Realität unmittelbar nach 1990 zu spiegeln, indem einerseits konkrete Orte, Geschehen und Dokumente zitiert werden, andererseits spielt der Autor ganz bewusst mit den Stereotypen Ossis und Wessis zur Kennzeichnung von gänzlich verschiedenen Werte- und Normenvorstellungen. Auf der einen Seite wird über die Figur des arroganten und geldversessenen Wessis Siegermentalität vorgeführt, dem auf der anderen Seite der entmündigte oder angepasste Ossi gegenübersteht. Die Spannung könnte nicht größer sein.“ Nagelschmidt resümiert, dass diese Art der Dramatik – etwa mit Bezug auf die unwidersprochene Fortschreibung der von der DDR begründeten und das System unterstützenden Mythen von der Vollbeschäftigung oder der Emanzipation der Frau – Grenzen in der Verschmelzung von Realität und Fiktion aufweise.
Auch Florian Radvan urteilt, dass das Stück trotz der intensiven Verwendung dokumentarischer Materialien keinen „Anspruch auf Objektivität erheben geschweige denn als geschichtliches Anschauungsmaterial dienen“ könne. „Obwohl Zeitungsartikel, Briefe und Gesetzestexte die Grundlage des Stückes bilden, kann man Wessis nicht kurzerhand dem Genre des Dokumentartheaters zuordnen. Vielmehr besteht die Tendenz zu einer nicht immer zielgerichteten emotionalen Überreiztheit, und das Stück zeigt kein Destillat der Wirklichkeit.“ Daneben ermangele es Wessis in Weimar der von Hochhuth an anderer Stelle geforderten „politisch visionäre(n) Komponente“, die über reine Deskription hinaus einen „Brückenschlag zwischen dem politischen Tagesgeschäft und möglichen gesellschaftlich-politischen Innovationen“ leiste.

## Rezeption

### Vorab-Kontroverse

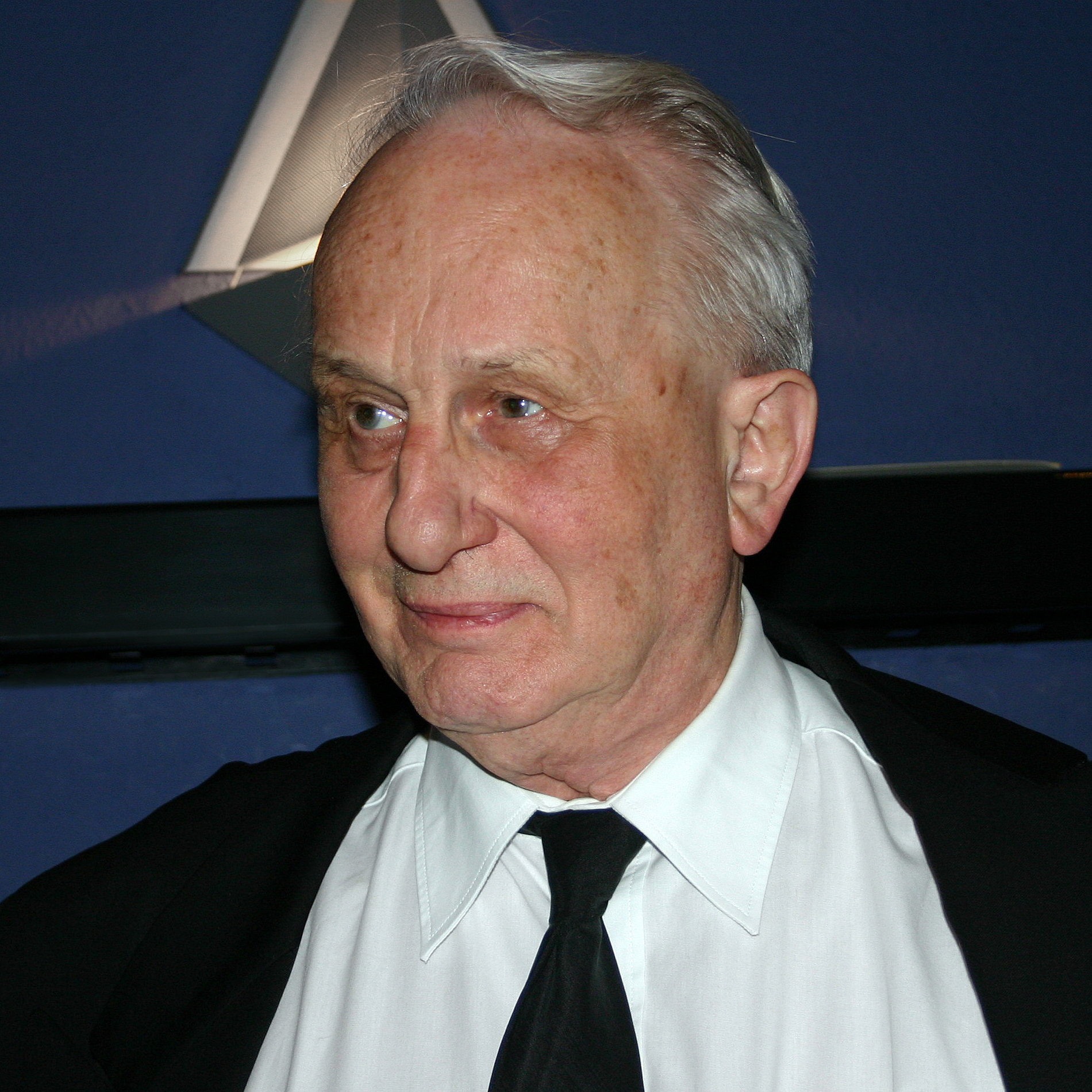
Rolf Hochhuth, 2005

Das Stück geriet lange vor der Uraufführung in die Schlagzeilen, als das Manager Magazin in seiner Ausgabe vom 26. Mai 1992 mit dem „Chefankläger der deutschen Literatur ins Gericht“ ging und postulierte, Hochhuth rechtfertige in seinem neuen Stück den Mord am Treuhand-Chef Detlev Rohwedder. Am selben Tag warnte auch der Theaterkritiker Gerhard Stadelmaier in der Frankfurter Allgemeinen Zeitung eindringlich vor „Hochhuths Terror-Theater“. Die frühzeitigen Berichte überregionaler Medien über Hochhuths noch unvollendetes Schauspiel lösten eine heftige Debatte und scharfe Reaktionen insbesondere von Politikern wie Bundeskanzler Helmut Kohl, Bundesarbeitsminister Norbert Blüm sowie der stellvertretenden Vorsitzenden der SPD-Bundestagsfraktion Herta Däubler-Gmelin aus. In Unkenntnis des noch nicht gedruckt vorliegenden Theatertexts warf die Bundesregierung Hochhuth implizit den Missbrauch seiner künstlerischen Freiheit vor:

„Die Äußerungen Hochhuths zu dem Mord an Detlev Karsten Rohwedder lesen sich wie ein Freibrief für die Mörder. Zugleich bedeuten sie eine unerträgliche Verharmlosung der SED-Diktatur und ihrer kommunistischen Misswirtschaft.“

Das Nachrichtenmagazin Der Spiegel druckte im Juni 1992 vorab einen ausführlichen Auszug aus dem Prolog des Schauspiels, der von Hochhuths Kritikern als Rechtfertigung des Mords an dem Treuhandchef gedeutet wurde. Norbert Blüm apostrophierte Hochhuth in diesem Kontext als „Schmierensteher für Meuchelmörder“.

### Uraufführung am Berliner Ensemble
Die bundesweite Kontroverse weckte das Interesse des Kulturbetriebs. Der Schriftsteller Heiner Müller, damals Mitglied im fünfköpfigen Leitungsteam des Berliner Ensembles, vereinbarte mit Hochhuth eine Uraufführung von Wessis in Weimar am Berliner Ensemble. Regie sollte der 1976 aus der DDR geflohene Regisseur Einar Schleef führen, der für seine dekonstruktivistischen Arbeiten bekannt war. Anfangs gestaltete sich die Zusammenarbeit mit dem Autor nach Angaben des Regisseurs noch kooperativ und konstruktiv:

„Gespräch und Arbeit mit Hochhuth waren im Herbst 1992 noch angenehm. Es gab bis dahin nur Todes-Szenen: Mord, Selbstmord, Meuchelmord. Das hat mich interessiert.“

Nach einem ersten Probenbesuch Hochhuths „mit Verlagsvertretern, Rechtsbeiständen, Sekretärin und Anwalt“ Anfang Februar 1993 kam es jedoch zu einem Eklat zwischen Autor und Regisseur. Hochhuth warf Schleef „groben Unfug“ und Regie-Willkür vor, protestierte gegen Entindividualisierung und Mythologisierung der Vorgänge und wollte Schleefs düstere Inszenierung noch wenige Tage vor der Uraufführung am 10. Februar 1993 gerichtlich unterbinden lassen. Nur unter der Bedingung, den Originaltext des Schauspiels an die Premierenbesucher zu verteilen, gelangte das Stück schließlich doch zur Aufführung. Die Leitungsriege des Berliner Ensembles beschloss nach Hochhuths Protest, Schleef vorerst „nicht mehr zu beschäftigen.“ Ein juristischer Einspruch der Brecht-Erbin Barbara Brecht-Schall führte außerdem dazu, dass das Brecht-Gedicht Wer aber ist die Partei? nicht mehr gesprochen werden durfte.
Der Kritiker der Süddeutschen Zeitung sprach nach der Premiere von einer „Unaufführung“, da Einar Schleef sich auf ein Destillat aus nur etwa fünf Prozent von Hochhuths Text beschränkt habe. Schleef selbst hatte Hochhuths ursprünglichen Wessi-Entwurf von 1992 emphatisch zu den „bedeutendsten Gegenwartsstücken“ gerechnet, wertete die abschließende Druckfassung von Wessis in Weimar jedoch enttäuscht als „aufgequollenes Textgemisch“. Zahlreiche Theaterkritiker, die das Stück vorab gelesen hatten, wiesen auf sprachliche und dramaturgische Mängel hin sowie auf Hochhuths Eigenart, im gedruckten Text jede Szene vorab ausgiebig zu erläutern, und konstatierten, „Schleef decke Tiefenstrukturen auf, wo Hochhuth nur oberflächlich stets dieselben Tatsachen zur Schau stelle und beklage“. Schleefs Inszenierung, die auch beim Publikum erfolgreich war, wurde im selben Jahr zum 30. Berliner Theatertreffen eingeladen.

### Spätere Inszenierungen
Die erste vom Autor anerkannte Inszenierung nahm der aus der Schweiz stammende Regisseur und Schriftsteller Yves Jansen für das Hamburger „Tournee-Theater Greve“ vor, die zuerst Ende Februar 1993 am Hamburger Ernst Deutsch Theater zu sehen war. Die Tournee-Inszenierung gastierte anschließend in insgesamt 87 Städten. Jansens werkgetreue Inszenierung ließ aus Sicht mancher Kritiker die Stärken von Schleefs eigenwilliger Uraufführung noch einmal deutlich hervortreten. Matthias Wegner urteilte in der FAZ lakonisch: „Jansen zollt Hochhuths Schulfunk-Naturalismus peinlichen Tribut.“ Noch im März 1993 folgte eine szenische Lesung von Wessis in Weimar am Landestheater Mecklenburg in Neustrelitz.
Hochhuth, der auch weiterhin über mangelnde Werktreue und Fehlinterpretationen klagte, setzte sein Stück schließlich zum Dezember 1994 am Theater in Meiningen selbst in Szene. Es handelte sich dabei um Hochhuths Debüt als Theaterregisseur, dessen Ergebnis Kritiker jedoch als „hilflos“ charakterisierten. Am Schlossparktheater Berlin führte der Autor im Dezember 1999 bei Wessis in Weimar ein weiteres Mal Regie. Ein Kritiker bescheinigte Hochhuths konventioneller Inszenierung „Unbeholfenheit“ und mangelndes Regiegespür. Weitere Inszenierungen nahmen das Wolfgang Borchert Theater in Münster (1994), das Theater links der Isar in München (1995), das mit dem markigen Slogan „Dieses Theaterstück muss jeder anständige Deutsche kennen“ warb, sowie – zwanzig Jahre nach dem Mauerfall – das Brandenburger Theater in Brandenburg an der Havel im März 2009 vor.